# Charge du 9e régiment de cuirassiers dans le village de Morsbronn
La Charge du 9e régiment de cuirassiers dans le village de Morsbronn est une peinture réalisée en 1873 par Édouard Detaille  et conservée au Musée Saint-Remi de Reims. On lui attribue d’autres noms, la Charge des Cuirassiers de Reichshoffen ou La charge du 9e Cuirassiers à Morsbronn.

## Description
Ce tableau représente des cuirassiers de l’armée française, dans la rue d’un village alsacien, identifié comme tel compte tenu de la forme des maisons, bloqués par des charrettes à foin, tel un guet-apens.
Plusieurs petits nuages blancs devant les fenêtres laissent suggérer que les cuirassiers sont l'objet de tir depuis les étages des maisons. Sur la gauche, un cavalier est tombé face contre terre, laissant présager un mort. Un cavalier, au centre, au-devant de la scène et vu de dos, lève la main comme pour faire arrêter le mouvement des cavaliers (charge des cuirassiers).

## Historique du tableau
- 1874 : Henry Gibson l'achète pour sa collection privée,
- 1896 : la veuve d'Henry Gibson lègue le tableau à l'Université de Philadelphie,
- 1986 : cession de l'Université de Philadelphie au Musée Saint-Remi de Reims avec le concours de l'Etat, de la DRAC Champagne-Ardenne et des champagnes Mumm[2].

## Contexte historique
La France déclare la guerre à la Prusse le 19 juillet 1870. L’armée française est dirigée par le maréchal de Mac-Mahon. Les premiers engagements ont lieu, le 4 août 1870, autour de Wissembourg, dans le nord de l’Alsace.
Le maréchal de Mac-Mahon est contraint de se replier et décide de se positionner plus au sud-ouest de Wissembourg, autour de Woerth et Froeschwiller.
C’est ici que la bataille de Frœschwiller-Wœrth (1870) aura lieu et donnera le tableau « Charge du 9e régiment de cuirassiers dans le village de Morsbronn par Édouard Detaille.

## Message du tableau
"Cette œuvre montre toute l’absurdité d’une charge de cavalerie lourde dans la rue d’une ville".
Édouard Detaille, qui a peint ce tableau était dans la période de reconstruction de la France, a montré la réalité de cette charge, au contraire des tableaux de Théodore Levigne et d'Aimé Morot, qui étaient utilisés pour valoriser l’héroïsme et pour exalter le patriotisme des soldats français, notamment après la défaite de 1871 dans le cadre de l'esprit de revanche.
Ces charges de cuirassiers, la Charge du 9e régiment de cuirassiers fait partie d'un groupe de trois charges de cavalerie, ont montré leur limite pendant cette bataille, face aux nouvelles armes et a conduit à un changement de doctrine militaire dans l'engagement de la cavalerie.

## Autres œuvres sur le même thème
La scène décrite, est également reprise par quelques artistes :
- La charge des cuirassiers de Théodore Levigne,
- La charge des cuirassiers de Reichshoffen immortalisée dans Reichshoffen de Aimé Morot (château de Versailles).

Reprises du thème
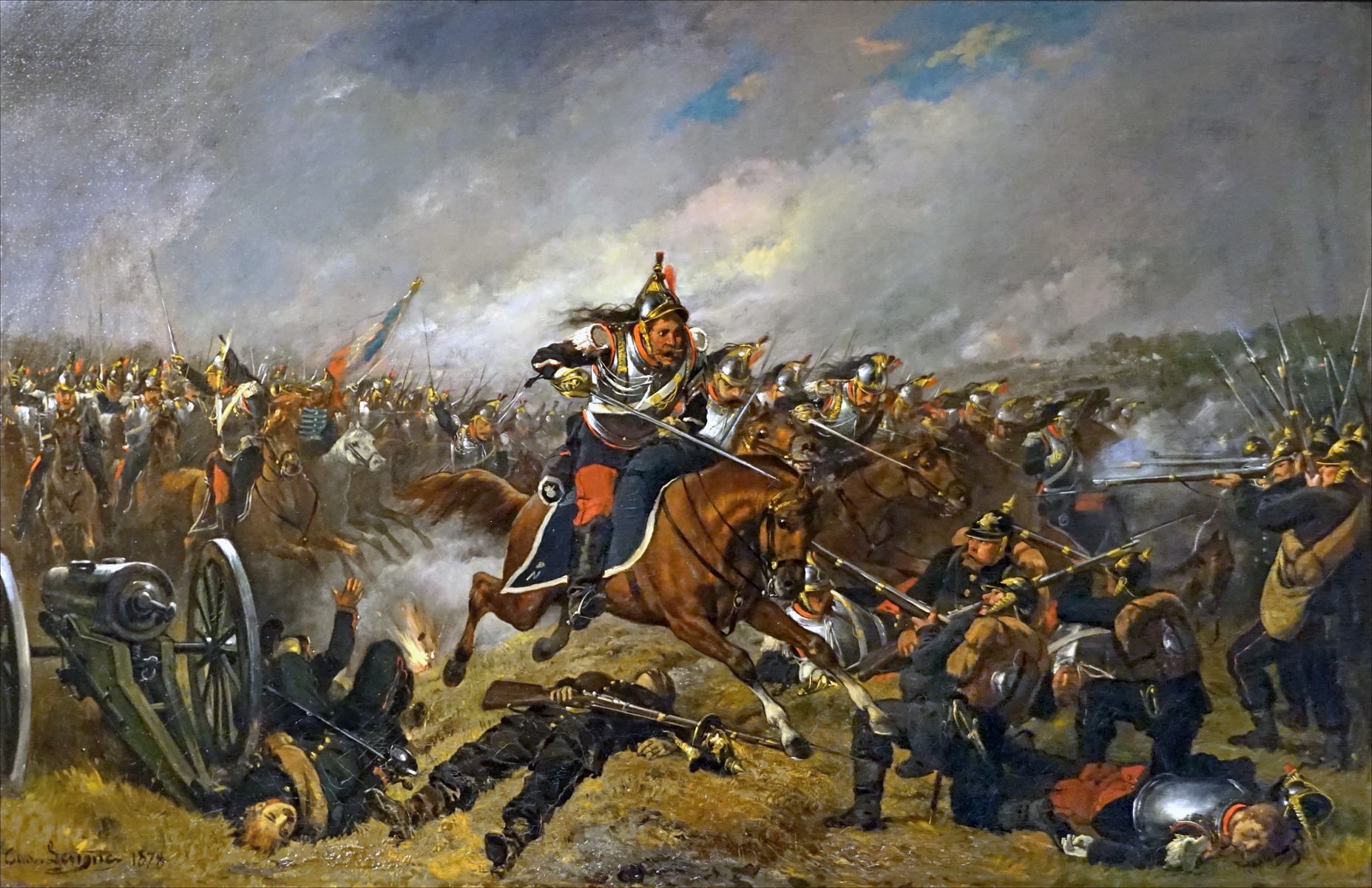
par  Théodore Levigne.
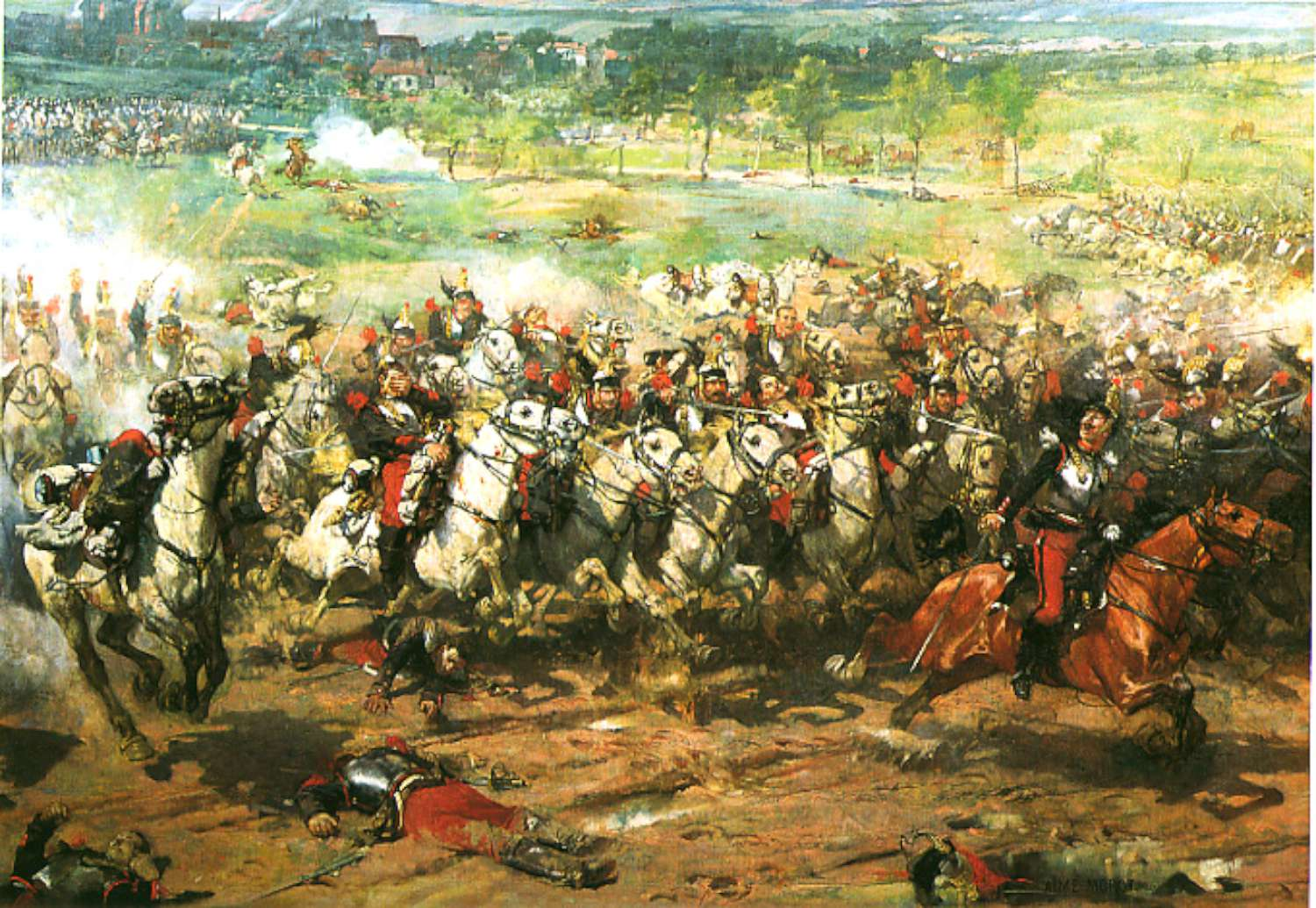
par Aimé Morot.

## Autre représentation de la scène

Reprises du thème
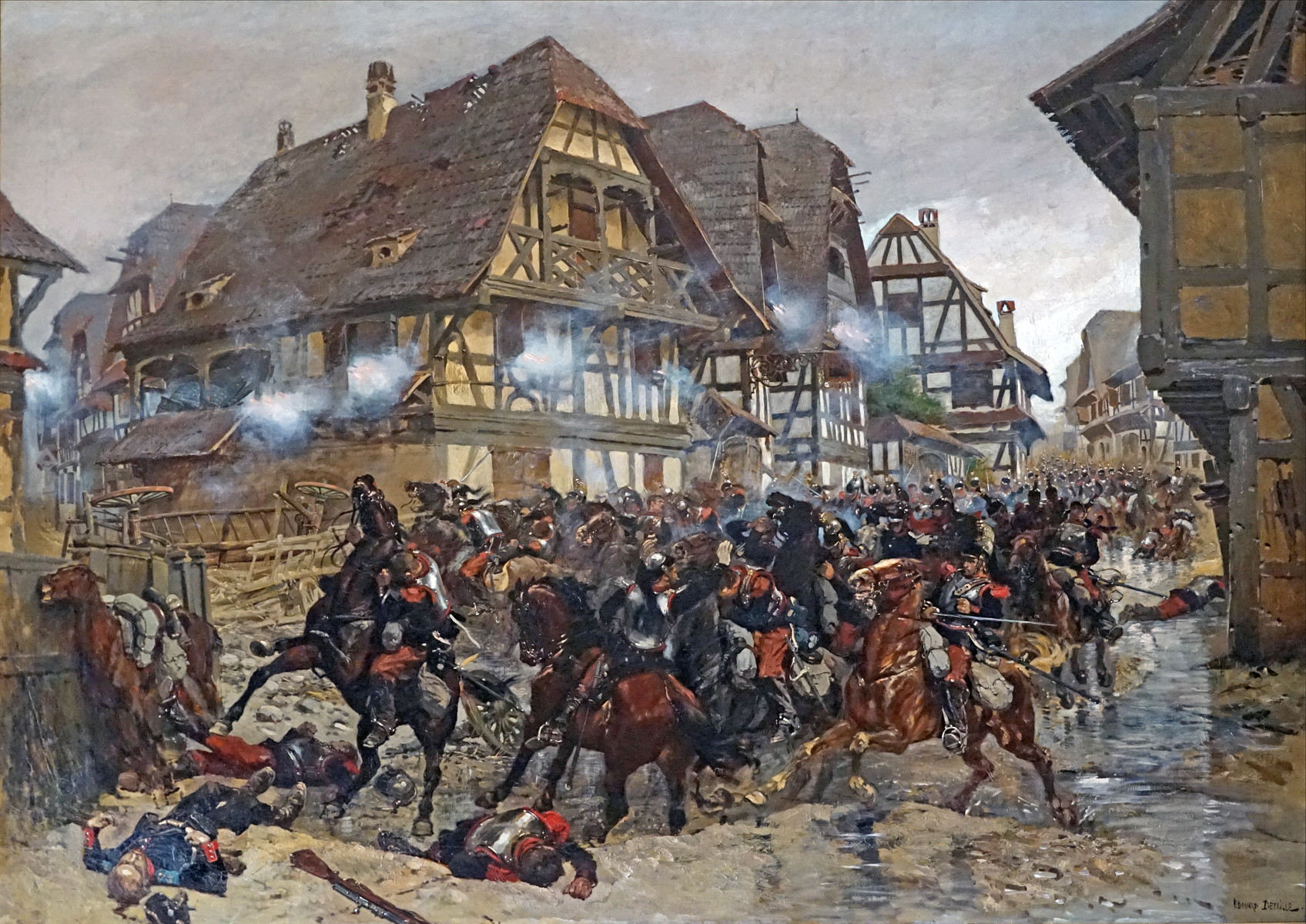
Autre représentation d'Édouard Detaille présentée au musée de la bataille du 6 août 1870 à Woerth.

## Polémiques sur les deux tableaux d'Édouard Detaille
La polémique porte à la fois sur l'ordre de réalisation des tableaux et sur la présence des barricades au premier plan du tableau.

## Exposition
- Exposition Universelle de paris en 1874,
- Exposition Alsace, pleurer et rêver la province perdue Paris, du 05/10/2021 au 07/02/2022, au Musée national Jean-Jacques-Henner[5].